# Poesía pura
La poesía pura es un término utilizado en historia y crítica literaria para designar una estética poética que en el periodo de entreguerras reaccionó contra el nuevo romanticismo que pretendía introducir el decadentismo.

## Concepto
La poesía pura llevaba a su auge la poética del Simbolismo oponiéndose a la retórica y buscando la esencialidad de la palabra. En Italia sus máximos exponentes fueron Giuseppe Ungaretti y los poetas del Hermetismo italiano. Ese rechazo a la elocuencia y el retoricismo decadentista (que en España representaba el Modernismo) tendía a purificar la palabra de todo asomo didascálico, oratorio o allegado a fines políticos o morales, para reconducirla a la esencialidad expresiva. La poesía es reconducida a su función originaria de evocación, creación de nuevo lenguaje, iluminación, con vistas a explorar y descubrir el significado de la existencia mediante la introspección y expresando las dimensiones de la soledad del hombre, del sufrimiento y del mal de vivir, de la crisis del yo y los valores del mundo moderno.[cita requerida] En Francia esta estética fue encarnada por Paul Valéry. En España se encuentra en la etapa novecentista de Juan Ramón Jiménez y en el miembro de la Generación del 27 Jorge Guillén.

## Historia
El origen del concepto de arte puro y su extensión a las letras se encuentra en Charles Baudelaire y en el inspirador de éste, Edgar Allan Poe ("The poetic principle", 1850). 
Las teorías sobre la poesía pura se desarrollaron, en Inglaterra, por Andrew Cecil Bradley ("Poetry for Poetry's Sake", 1901), para quien la poesía pura consiste en la perfecta fusión de fondo y forma; y, en Francia, por el abate Henri Bremond ("La Poésie pure", 1926), quien sigue a Bradley pero equipara la poesía a un estado místico. Para Bremond, el poema "concreto" se compone de elementos que pueden ser también expresados en prosa, y en consecuencia la poesía pura, en su abstracción, es inefable, como sucede en la lírica.
Jorge Guillén señaló que la teoría de Bremond confunde el estado poético -místico- con el poema. Para Guillén "poesía pura es todo lo que permanece en un poema después de haber eliminado todo aquello que no es poesía". Otro poeta español novecentista, León Felipe, enunció un particular método de encontrar la poesía dentro de un poema, utilizando como recurso la paráfrasis de un famoso poema de Gustavo Adolfo Bécquer ("Poesía eres tú"):

Deshaced este verso,

quitadle los caireles de la rima,

el metro, la cadencia

y hasta la idea misma...

Aventad las palabras...

y si después queda algo todavía

eso
 
será la poesía.
("Prologuillos" a Versos y oraciones de caminante, 1920-1930)

Algo antes, en 1917 (y refundiendo el poema "A coat" del irlandés W. B. Yeats, publicado en Responsabilities (1914), como bien supo ver Luis Cernuda) había descrito Juan Ramón Jiménez su propia evolución hacia la "poesía desnuda" desde su modernismo inicial:

Vino, primero, pura,

vestida de inocencia.

Y la amé como un niño.
Juan Ramón Jiménez

## En Hispanoamérica
Entre las corrientes que constituyen el posmodernismo literario hispanoamericano (la poesía más sencilla y humana, las vanguardias, la poesía negra antillana etc.) una más es la poesía pura. Reúne a una serie de poetas que, al margen de las estridencias vanguardistas, o partiendo desde ellas, experimentan el influjo de Paul Valéry o de Juan Ramón Jiménez. Pueden citarse tres grupos principales:
1. Los poetas de la revista Los Contemporáneos, fundada en México en 1928, en el que figuran Jaime Torres Bodet, José Gorostiza, Xavier Villaurrutia y Carlos Pellicer

1. El grupo Piedra y Cielo constituido en 1939 en Colombia y cuyo principal integrante es Eduardo Carranza.

1. El grupo argentino que tuvo una etapa de poesía pura desde el Ultraísmo: Jorge Luis Borges, Ricardo Molinari, Eduardo González Lanuza, Francisco Luis Bernárdez...
2. En Perú, a decir de José Carlos Mariátegui, el poeta simbolista José María Eguren representa la poesía pura.